# Стационе ди Орта Нова (Фођа)
Стационе ди Орта Нова (итал. Stazione di Orta Nova) је насеље у Италији у округу Фођа, региону Апулија.
Према процени из 2011. у насељу је живело 38 становника. Насеље се налази на надморској висини од 52 м.